# Hilde Wohlgemut
Hilde Wohlgemut er en fiktiv person i TV krimien ”Apotekeren i Broager”
spillet af nu afdøde Meta Nielsen fra Broager.
Hun var en form for Miss Marple en fiktiv amatørdetektiv. 
Krimi serien er lavet og instrueret af  Esben Høilund Carlsen der er født i Broager og første gang udsendt fra TV Syd i slutningen af 1983.
Serien blev senere vist landsdækkende i 1985.  
Hilde Wohlgemut holdt konstant øje med Broager Apotek som en form for Miss Marple.
Oprindeligt var Hilde Wohlgemut en birolle, der udviklede sig.
Som tak for sin rolle fik hun den ære at komme på Broager Apoteks receptkuvert.
Receptkuverten med Meta Nielsens underskrift findes nu på Dansk Farmacihistorisk Fond i Hillerød på adressen Milnersvej 42. 